# Harpalus rufipes
Harpalus rufipes es una especie de escarabajo de tierra de la subfamilia Harpalinae. Fue descrita por Degeer en 1774. Harpalus rufipes es originario de Europa. Harpalus rufipes actúa como controlador biológico frente a las plagas. Un estudio ha mostrado que es sensible al aceite de motor y aceite de diésel.
Harpalus rufipes se introdujo en América del Norte desde Europa en 1937. El escarabajo ahora abunda en todo Canadá, incluyendo Terranova, Quebec, Nueva Escocia y Nuevo Brunswick y, en los Estados Unidos, desde Maine hasta Connecticut.

## Descripción
Los escarabajos adultos son de un color negro mate, con un cuerpo ovalado alargado y patas rojizas. Varían de 1,25 a 1,6 cm de longitud y son muy móviles. H. rufipes inverna tanto como larvas como adultos. Los adultos que pasan el invierno se vuelven activos hacia principios de mayo, y sus densidades alcanzan su punto máximo a finales de junio. Son más activos durante la noche y almacenan semillas en madrigueras debajo de los restos vegetales. La vegetación y los residuos vegetales les ofrecen un microclima favorable y protección contra sus depredadores.

## Hábitat
En los países escandinavos, la especie generalmente se encuentra en cultivos, prados o jardines. En los países de Europa Central y del Este, la especie prefiere áreas más húmedas como las llanuras aluviales de los ríos. Encontramos a esta especie por todo el Paleártico, habiendo sido introducida desde Europa en Norteamérica en 1937. En las zonas septentrionales su ciclo de reproducción se desarrolla en dos años mientras que en las meridionales solo requiere uno. Los ejemplares adultos se ven desde finales de marzo hasta finales de octubre. El periodo de la puesta de huevos va desde comienzos de mayo hasta julio.